# Janowiec etneński

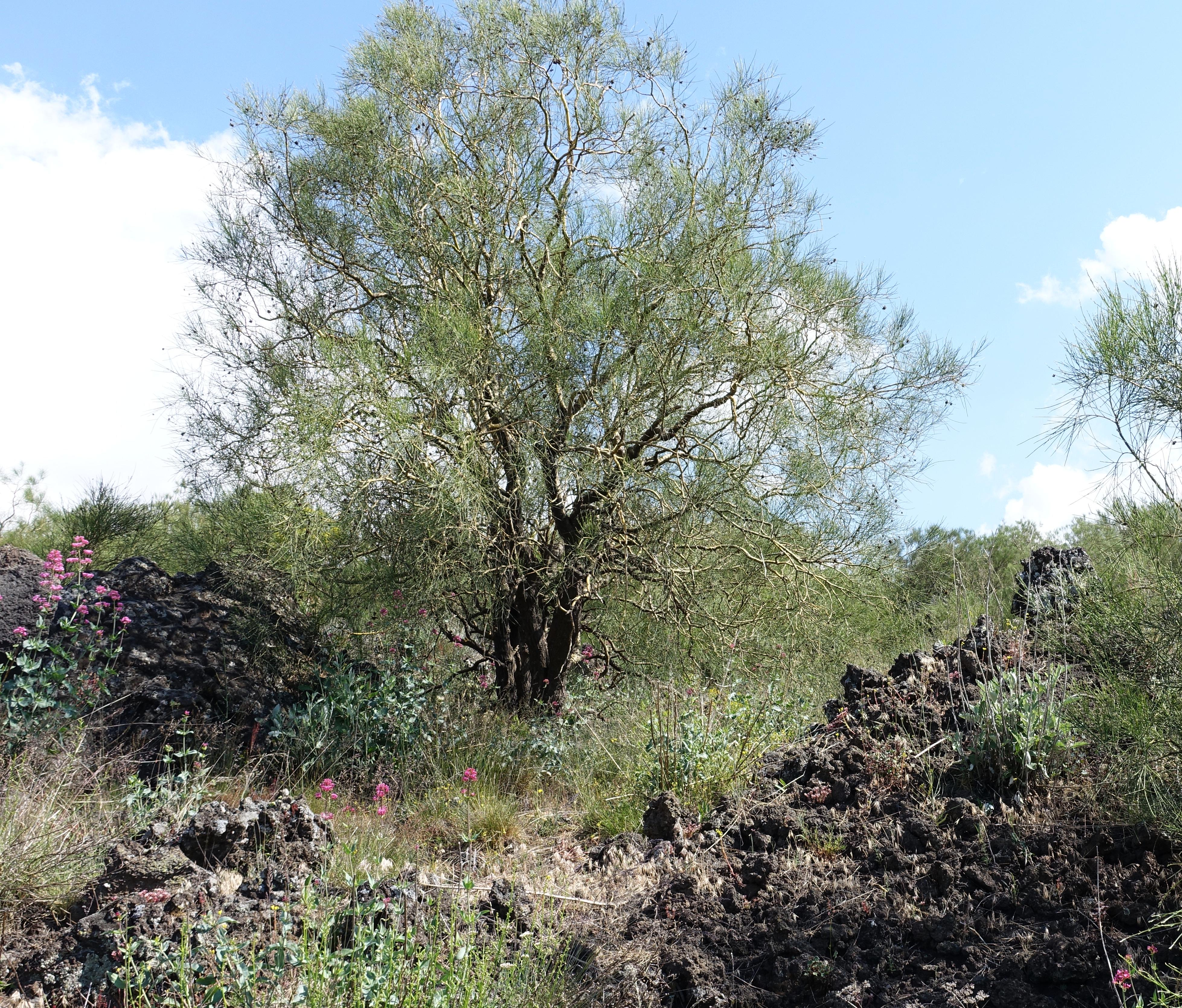
Pokrój drzewiasty

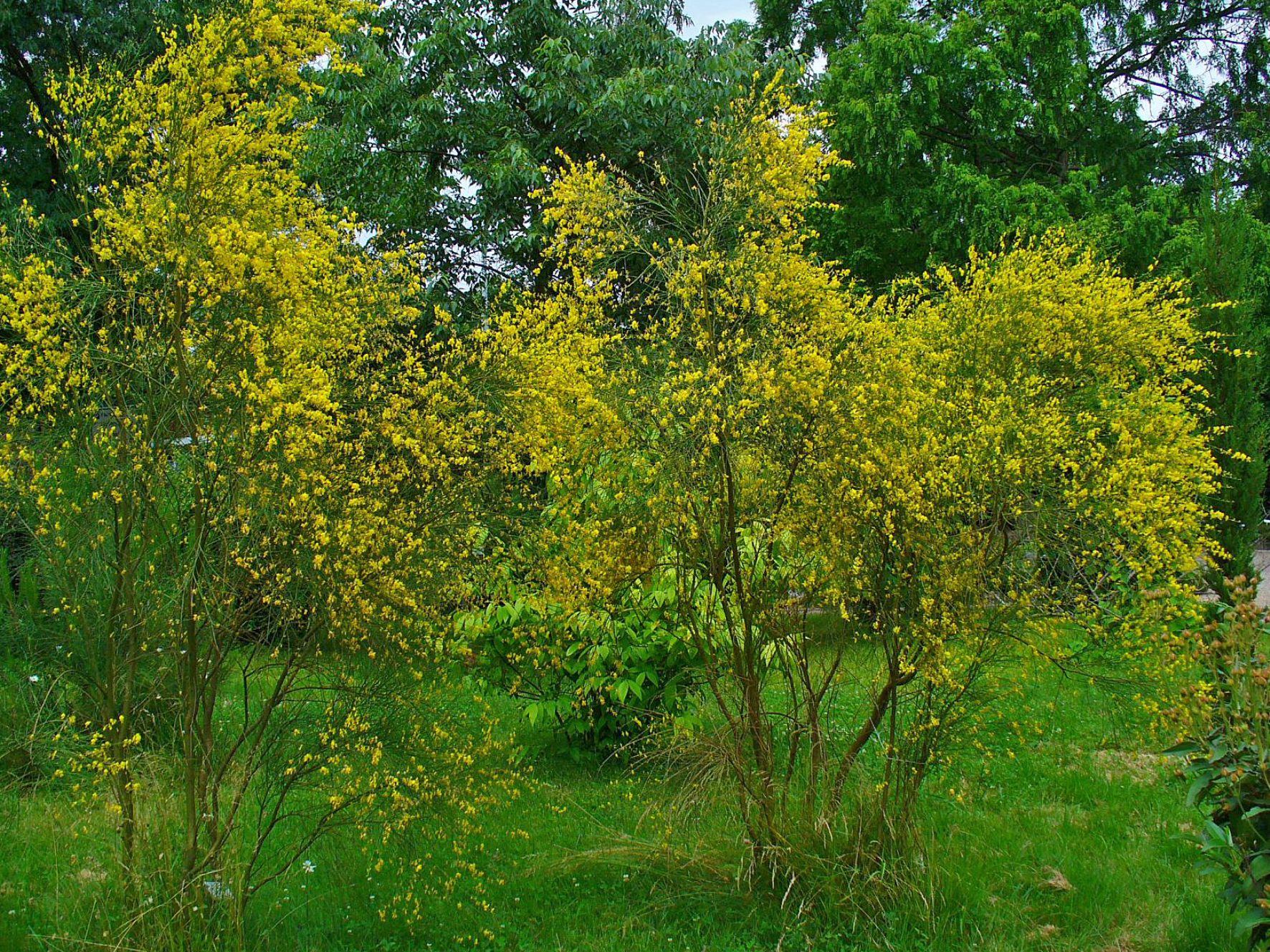
Pokrój krzewiasty

Janowiec etneński (Genista aetnensis (Biv.) DC.) – gatunek rośliny z rodziny bobowatych (Fabaceae). Jest gatunkiem endemicznym na Sycylii, gdzie zasiedla wschodni stok Etny, oraz na Sardynii, gdzie jest bardziej rozpowszechniony i występuje na obszarach górskich w południowej i wschodniej części wyspy. Rośnie również na wschodnim wybrzeżu Korsyki, gdzie występuje jedynie na kosach w Étang de Palo i Solaro oraz wzdłuż brzegów rzeki Solenzara. Na początku XX wieku został introdukowany na stoki Wezuwiusza w ramach programu zalesiania, po erupcjach, które miały miejsce w latach 1906 i 1944. 

## Morfologia
Krzew lub małe drzewo, zwykle dorastające do 4–9 metrów wysokości, o koronie osiągającej średnicę do 3 metrów, zrzucające liście na zimę. Główna łodyga osiąga średnicę ok. 15–30 cm. Pędy boczne naprzemianległe i niemal wiązkowate, zwisłe. Epiderma łodygi i pędów jest koloru czerwonobrązowego. Ulistnienie naprzemianległe, niemal naprzeciwległe. Liście są bardzo małe, równowąskie i omszone, nietrwałe i rzadko wytwarzane, gdyż większość fotosyntezy jest przeprowadzana przez młode zielone pędy. Kwiaty motylkowe, złocistożółte, wonne, zebrane w luźne grono. Kwitnie bardzo obficie. Owocem jest brązowy, nagi, sierpowaty strąk, zawierający od 2 do 4 soczewkowatych nasion.

## Biologia i ekologia
RozwójKwitnie w czerwcu i lipcu, a kwitnienie może trwać do września. Nasiona rozsiewane są pod koniec lata (sierpień–wrzesień); spadają w pobliżu roślin matecznych (barochoria) i bardzo prawdopodobnie są transportowane wodą wzdłuż strumieni i rzek (hydrochoria). Kwiaty zapylane są przez owady.
SiedliskoGatunek pionierski zasiedlający stare wylewy lawy, a także występujący na obrzeżach lasów i wzdłuż rzek, na wysokości od 200 do 2000 m n.p.m.
Interakcje międzygatunkoweJest rośliną żywicielską dla ćmy Phyllonorycter etnensis z rodziny kibitnikowatych.
Cechy fitochemicznePędy i kwiaty zawierają rutynę. W liściach i nasionach obecne są flawonoidy, m.in. daidzeina, genisteina, kemferol, prunetyna i tamaryksetyna. W roślinach odkryto również alkaloidy, takie jak cytyzyna, sparteina i retamina.
Charakterystyka fitosocjologicznaW klasyfikacji siedlisk przyrodniczych Europy jest gatunkiem charakterystycznym dla siedliska F3.2 Subśródziemnomorskie zarośla zrzucające liście na zimę (i F3.27 Stanowiska Genista aetnensis). W klasyfikacji typów siedlisk przyrodniczych Natura 2000 jest gatunkiem wyróżniającym siedlisko 5330-4 Ciepłolubne śródziemnomorskie zarośla janowca etneńskiego.
GenetykaLiczba chromosomów 2n = 52.

## Systematyka
Gatunek z rodzaju janowiec (Genista L.) w plemieniu Genisteae w obrębie podrodziny bobowatych właściwych (Faboideae) z rodziny bobowatych (Fabaceae Lindl.).
W ramach gatunku wyróżnia się dwa podgatunki:
- Genista aetnensis subsp. fraisseorum Fridl.
- Genista aetnensis subsp. sarda (C.Presl) Fridl.

## Zagrożenie i ochrona
W Czerwonej księdze gatunków zagrożonych IUCN ujęty jako gatunek najmniejszej troski. Na Korsyce uznany za gatunek krytycznie zagrożony i objęty ochroną.

## Zastosowanie
Roślina jest sadzona jako gatunek pionierski wiążący azot w glebie. Poza tym jest uprawiana jako roślina ozdobna. W uprawie wymaga stanowiska słonecznego i ubogiej, dobrze przepuszczalnej gleby.